# 엑스포과학공원
엑스포과학공원(EXPO科學公園, EXPO Science Park)은 대한민국 대전광역시 유성구 도룡동 대덕연구단지 내에 위치했던 대한민국 내 유일의 과학테마파크였다. 1993년 세계 박람회 행사가 끝난 뒤 1994년 8월 재개장하여 운영되다가 현재는 중단되었다. 개장 초기 운영주체는 산업자원부였지만 1999년 1월 대전광역시로 무상양여되었고, 같은 해 7월 지방공사 대전엑스포과학공원을 설립하여 운영되었다. 이후 2011년 11월 지방공사 대전엑스포과학공원과 대전컨벤션뷰로가 합병한 대전마케팅공사가 출범하면서 대전마케팅공사가 엑스포과학공원을 운영하였다. 엑스포과학공원은 대전광역시가 미래창조과학부에 제출한 '대덕연구개발특구 내 엑스포과학공원 변경 개발계획'이 심의를 통과하면서 이른바 '엑스포 재창조 사업'이 본격적으로 시작됐다.
2014년 10월 말부터 HD드라마타운 부지(주차장, 정문게이트, 정문 지구본 조형물 광장, 바디월드 등)에 대해 철거공사가 시작됐고, 공원 내 대부분의 전시관이 운영을 중단한 상태다. 하지만 한빛탑과 대전엑스포기념관, 세계엑스포 기념품 박물관, 음악분수는 엑스포기념구역 내 존치 시설로 계속 운영 중이며, 2015년 2월 말부터는 기초과학연구원 부지에 대해서도 방음벽을 설치 및 관람객의 통행을 전면 통제하고 지장물 철거공사에 본격 착수, 2018년 1월 본원이 이전하여 연구활동을 시작했고 2018년 4월 20일에 개원식을 갖고 운영 중이다.

## 체험시설

### 전시관
- 한빛탑
- 대전엑스포기념관
- 세계엑스포 기념품 박물관
- 미래에너지움[3]

### 체험시설
- 한빛광장 음악분수[4]
- 대전교통문화센터

### 철거시설
- 시뮬레이션관(LG 테크노피아관)[5]
- 에너지관[6]
- 돔영상관(SK 이매지네이션관)[7]
- 지구관
- 자연생명관
- 우주탐험관
- 재생조형관
- 인간과 과학관[8]
- 꿈돌이 광장(엑스포가족캠핑장)
- 매직플라자
- 아쿠아리조트
- 정보통신관[9]
- 바디월드[10]
- 대한항공관[11]
- 자동차관[12]
- 대전관[13]
- 야외체험마당
- 모노레일
- 스카이웨이
- 자기부상열차

### 미운영 시설
- 첨단과학관[14]
- 전기에너지관[15]

## 마스코트
1993년 대전 세계엑스포 공식 마스코트였던 '꿈돌이'가 현재까지 대전의 마스코트로 이어지고 있다.

## 엑스포 재창조 사업
엑스포 재창조 사업은 1993년 대전세계박람회 이후 영구 방치되고 있는 공원 내 일부 시설물을 철거하고 부지의 용도를 변경하여 국제과학비즈니스벨트의 거점지구 핵심시설 및 과학테마 커뮤니티 공간 등을 설치하는 사업이다. 현재 엑스포과학공원 부지는 엑스포기념구역, 첨단영상산업단지, 국제전시컨벤션지구, 사이언스파크 등 네 개 구역으로 재창조된다.
전체 약 59만m2의 과학공원 부지 가운데 대부분인 약 33만m2에는 20층 규모의 사이언스센터와 과학벨트 거점지구 핵심시설인 기초과학연구원 본원이 세워진다. 나머지 공간에는 현재 과학공원 좌측 주차장 인근에 위치한 대전문화산업진흥원, CT센터와 연계해 HD드라마타운 등 '첨단영상산업단지'가 조성되고 공원 우측에 위치한 대전무역전시관을 포함시켜 '국제전시컨벤션지구'가 조성된다. 특히 전체 면적의 22%에 해당하는 약 13만m2는 한빛탑을 중심으로 한 엑스포기념공간이 조성되며 이곳에는 현재 시설물이 존치될 예정이다. 존치 예정인 시설은 한빛탑, 첨단과학관, 대전엑스포기념관(세계엑스포기념품박물관, 대전 통일관), 음악분수, 전기에너지관, 대전교통문화센터 등이다.
더불어 사업 초기부터 대전엑스포회장 조성 당시 천문학적인 자본이 투입되어 조성된 전시관은 엑스포과학공원의 상징성과 역사성과 함께 미적·건축학적 보존가치가 높고 엑스포재창조 사업의 효율성 측면에서도 남겨둬야 한다는 전문가들의 의견이 많았다. 대전광역시는 이런 여론을 받아들여 2013년 8월경 엑스포 기념구역 이외 구역에 포함된 전시관의 존치를 추진했는데, 공원부지 내에 입주할 기초과학연구원의 건물 배치 등을 고려한 결과 최종적으로 국제회의장과 시뮬레이션관 등 2개관을 존치하기로 최종 결정했다. 하지만 끝내 2개 시설 모두 철거되었다. 한편 과학공원 내에 위치한 자기부상열차는 현재 국립중앙과학관이 운영하고 있는데 과학공원 철거 및 기초과학연구원의 입주를 위해서는 운영 중인 자기부상열차 일부 노선의 철거가 불가피한 상황이다. 이에 과학관 측은 국립중앙과학관에서 엑스포과학공원을 거쳐 한밭수목원까지 노선을 연장하기 위해 기획예산처에 예산 280억원을 요청했지만 반영되지 않아 결국 노선 연장안이 무산됐다. 따라서 총연장 1 km 가운데 과학관역에서 대덕대교 사거리 앞까지 450 m만 운행하고 나머지 노선과 엑스포역에 대해서는 철거하기로 했다.
2014년 10월 말부터는 HD드라마타운 부지에 대해서 가설방음펜스 설치를 비롯한 철거공사가 시작됐다. 이에 따라 주차장 대부분을 포함해 정문게이트, 정문광장 지구본 조형물, 바디월드 등이 철거됐다. 이후 스튜디오큐브로 이름을 확정짓고 착공 2년만인 2017년 6월 말, 시험가동을 거쳐 2017년 9월 25일 개관식을 갖고 운영 중이다. 한편 기초과학연구원이 들어설 엑스포과학공원 대부분의 부지는 2014년 11월 말 '과학벨트 희방비전 선포식'을 기점으로 하여, 2015년 1월 1일부터 시뮬레이션관(LG 테크노피아관)과 에너지관의 운영을 잠정 중단했다. 또한 2015년 중에 자연생명관, 돔영상관, 소재관을 비롯한 대부분의 전시관과 교통안전체험관, 국유재산 및 임차시설 등을 철거했다. 현재 에너지관은 엑스포기념구역 내 전기에너지관을 리모델링한 미래에너지움으로 재개관했다.

## 같이 보기
- 1993년 세계 박람회
- 꿈돌이
  - 꿈돌이랜드
- 대전 사이언스 콤플렉스
- 국립중앙과학관
- 대전교육과학연구원
- CMB엑스포아트홀[24]
- 대전컨벤션센터

## 갤러리

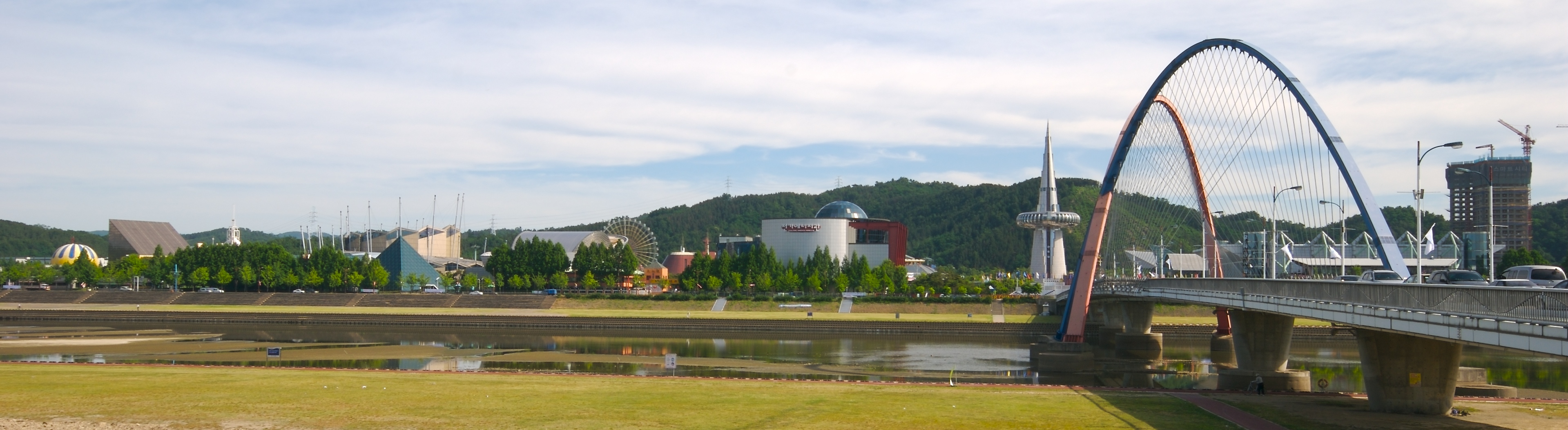
엑스포과학공원
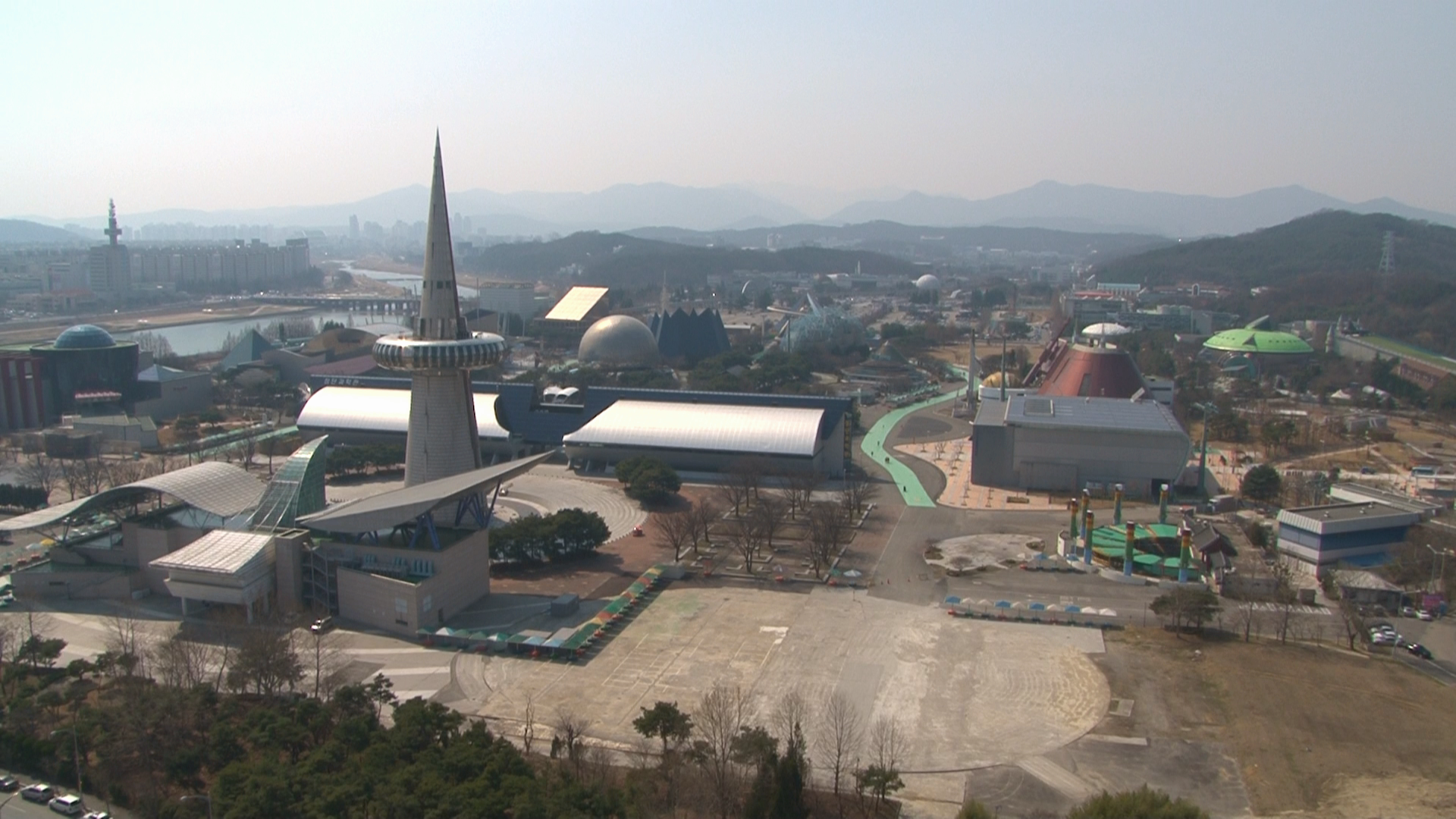
스마트시티에서 바라본 엑스포과학공원 전경
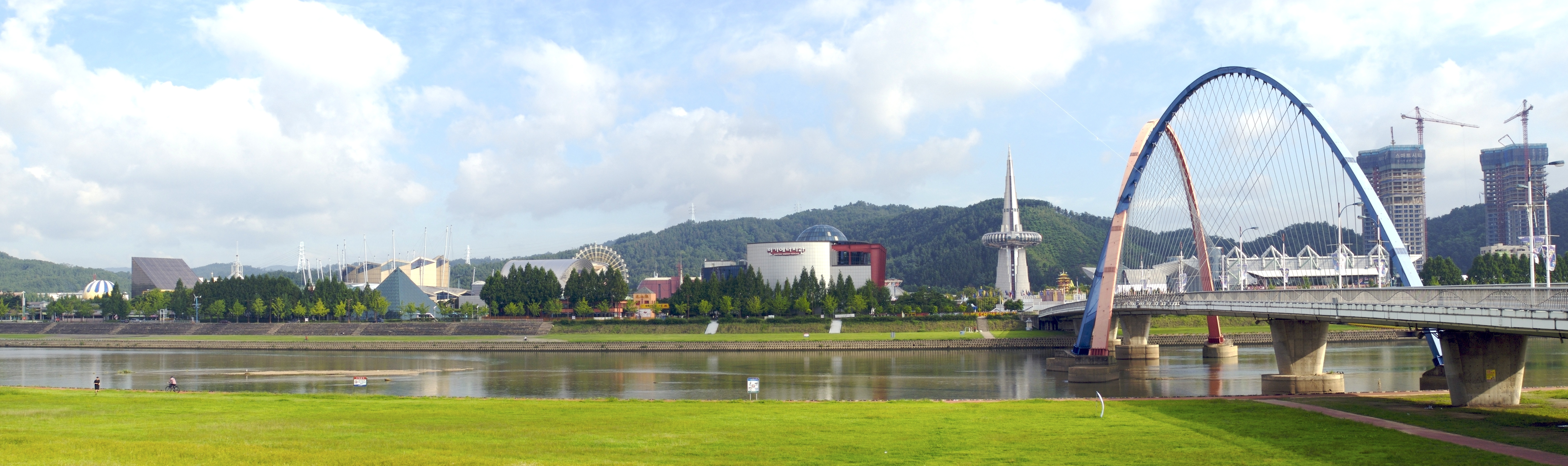
엑스포다리 남쪽에서 본 엑스포과학공원 전경
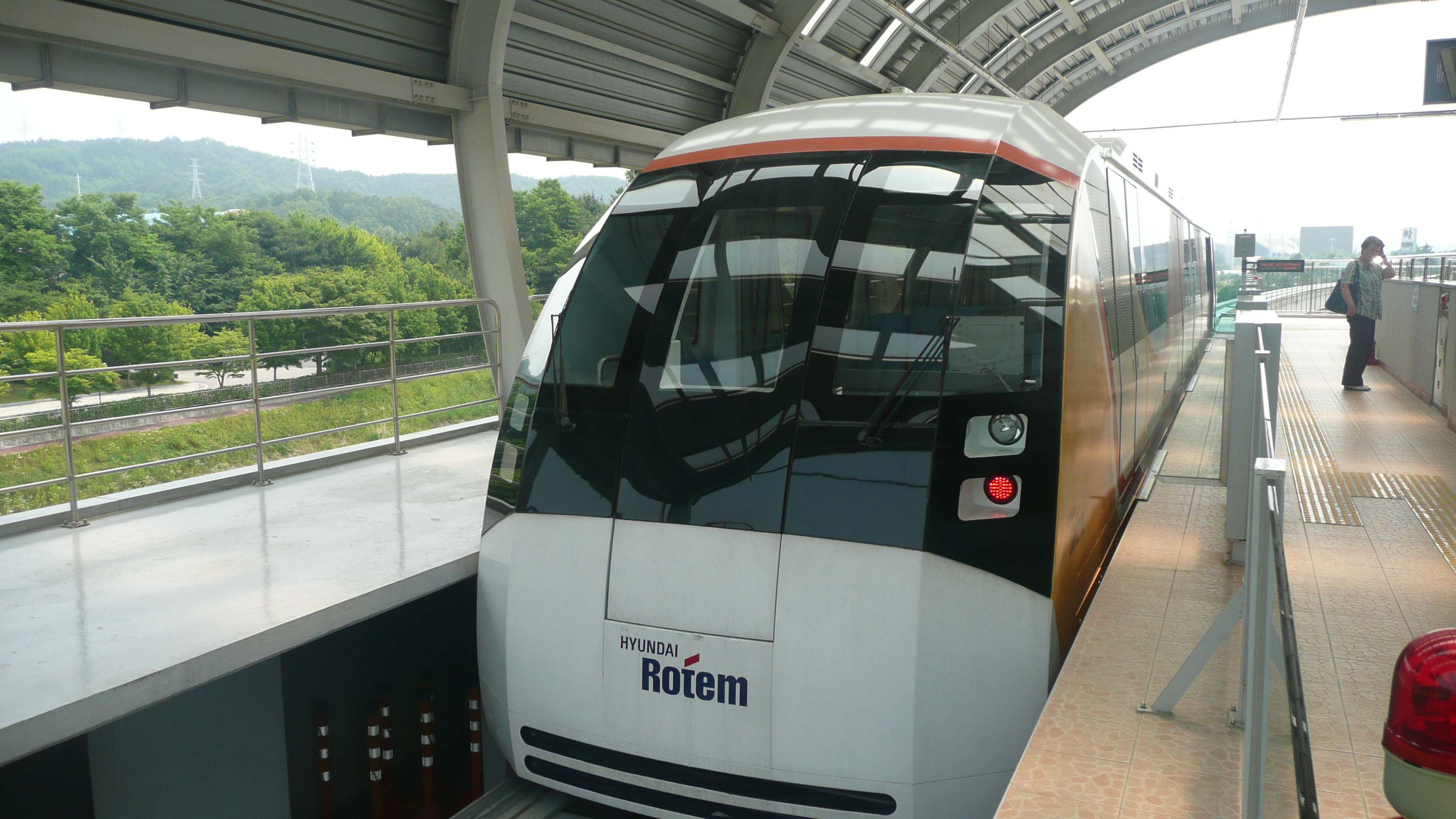
국립중앙과학관 자기부상열차